# Lypneana
Lypneana is een geslacht van kevers uit de familie bladkevers (Chrysomelidae).
De wetenschappelijke naam van het geslacht werd in 2001 gepubliceerd door Medvedev.

## Soorten
- Lypneana cyanipennis Medvedev, 2001